# بنجامين روجيرو
بنجامين روجيرو (بالإنجليزية: Benjamin Ruggiero)‏ ويعرف أيضا ً باسم «ليفتي» و«ليفتي غانز» و«ليفتي تو غانز» (ولد في 19 آبريل عام 1926م- وتوفي في24 نوفمبر عام 1994 م). كان مجندا ً لدى عائلة بونانو المعروفة بالإجرام.اشتهر بصداقته وتدريبه للعميل مكتب التحقيقات الفيدرالي FBI المتخفي جوزيف دي. بيستون. الاسم الحركي «دوني براسكو». ويعد روجيرو من المدرسة القديمة من عصابة مافيا صقلية والذي يعرف كيف تدار سياسات المافيا. يزعم روجيرو بقتله 26 شخصا ً، ورفض ان يفصح بما يعرف ويرمز بذلك بكلمة (اوميرتا: وهو رمز الشرف لمن يلتزم الصمت حيال العصابة ويشمل عدم التعاون مع السلطات وعدم الدخول أعمال غير شرعية مع الأخرين.) عندما تم اعتقاله. وتوفي بنجامين روجيرو بسرطان الرئة في 24 نوفمبر عام 1994م عن عمر يناهز 68.

## سيرة ذاتية
ولد روجيرو في مستشفى بحي منهاتن في الجناح الرابع ونشأ بمسكن خاص في نيكربوكرفيلج في ليتل إيتالي (مانهاتن) .انضم روجيرو شابا ً إلى منظمة عائلة بونانو، وخدم كجندي شارع تحت إمرة مايكل سابيلا. سرعان ما أصبح روجيرو ناجحا ً في المراهنات، الابتزاز، ومضاربات القروض بفوائد فاحشة.كان طول روجيرو 6 اقدام «1.8 متر»، بجسد هزيل، ووجه طويل وعيون حادة واكتاف منحنية قليلا ً وصوت خشن ومبحوح (على الأرجح بسبب تدخين السجائر الإنجليزية بشكل متتابع بدون توقف).
عاش روجيرو «ليفتي» في شقة بشارع منورو في منهاتن بنفس المبنى الذي يسكن فيه صديقه والجندي بعائلة بونانو انثوني ميرا . وذكر بأن روجيرو كان يمتلك قارب واعتاد ان يرسوها على نهر الشرق في مدينة نيويورك. واصبح روجيرو صديقا ًمقربا ً للزعيم العائلة المستقبلي فيلب «رستي» راستللي وميرا وكما أصبح روجيرو شريك في مصائد الأسماك في سوق فولتون للأسماك بمنهاتن. كشريك، كان لدى روجيرو القدرة أن يضع نفسه في قائمة راوتب الشركة ب 5000 دولار أمريكي في الشهر بوظيفة وهمية. وقام بشراء النادي الاجتماعي في ليتل إيتلي خلال السبعينيات من القرن الماضي. أحب روجيرة الحيوانات وكان لديه في شقته عدة احواض بأسماك أستوائية، وايضا ً كان لديه اسد أليف، وقد تركه بمجرد ان أصبح حجمه كبيرا ً جدا ً.
كان لدى روجيرو شقيق مبعد الذي قام بتغيير لقبه لتجنب ارتباطه مع بقية العائلة. , ولدى روجيرو ثلاثه فتيات وولد واحد اسمه توماس سبانو من زوجته الأولى.ترك روجيرو زوجته الأولى في نهاية الخمسينيات من القرن الماضي، وفي النهاية انتقل مع زوجته الثانية «لويز». تزوج روجيرو لويز في سبتمبر عام 1977م بحفل مصغربقاعة مدينة نيويورك ( New York City Hall).عانى أبن روجيرو توماس إدمانه على الهرويين حتى تم كشف عليه في مركز التأهيل مدمني المخدرات في عام 1979م.عملت أبنة روجيرو الصغرى في مستشفى بنيويورك وأدارت كشك في عيد سان جينارو ‏ في ليتل إتلي.وورد بان أبنتي روجيرو تزوجتا رجلا عصابة. تزعم عائلة بونانو بأنها أكتشفت بأن زوج أبنته ماركو يخون العائلة وزعمت بانها طلبت من روجيرو بالتخلص منه.اختفى ماركو ولم يعثر عن جثته أبدا ً.

### عملية دوني براسكو
أصبح روجيرو عضو في عائلة بونانو في وقت قريب، وقابل رفيقه في المافيا «دوني براسكو» (عميل FBI المتخفي جوزيف بيستون)، قدم انثوني ميرا براسكو الذي انتحل صفة لص وخبير في مجوهرات إلى روجيرو.وكانت مهمة بيستون الأساسية هي التسلل والإستيلاء على الشاحنات ووضع الأسيجة.بينما نمى بيستون صداقته مع ميرا وروجيرو ما اعطى فرصة ل FBI للتسلل داخل المافيا.بدأ بيستون العمل مع روجيرو وذلك بوضع الرهانات ومساعدته لجمع عمليات المراهنات في نادي الاجتماعي الخاص بروجيرو.
قام روجيرو بتدريب براسكو (بيستون) في النهاية مع وعده برعايته لعضوية العائلة.. واصبح روجيرو صديق مقرب لبراسكو (بيستون)، مما سبب حدوث خلاف مع صديقه (أنثوني ميرا)، الذي من الأساس قدم براسكو إلى روجيرو.وأدى براسكو ك (أشبين) في زواج روجيرو عام 1977م، وكثيرا ً ما ينصح روجيرو بالتعامل مع إدمان إبنه تومي للهيروين.واصبح براسكو صديق مقرب للأطفال روجيرو، والذين كانوا يأتون إليه مع مشاكلهم.وكان روجيرو طباخا ً ماهرا، ما جعل بيستون يرغب بزيارته عدة مرات في أسبوع في منزله وتناول طعام العشاء.وأخبر بيستون بأن روجيرو يتحدث كثيرا ً وكان ممتعا ً، وفي نيويورك كان روجيرو يبدو أبن البلدة الصغيرة كما يقول بيستون، بسيطا ًوجاهلاً بشأن عن بقية العالم.
قارب روجيرو من اكتشاف الهوية الحقيقة لبراسكو (بيستون)، عندما كانا بمطعم في ميامي بيتش، وقرأ حينها روجيرو مجلة تايم، تحوي على مقالة عن فضيحة عملية أبسكام سيئة السمعة، وتبين كيف أن عملاء FBI وضعوا رجال أعمال عرب للقبض على أعضاء من الكونغرس الأمريكي يتلقون رشاوي. ولفت نظر روجيرو صورة اليخت الأبيض الذي أستخدمه FBI للترفيه عن أعضاء الكونغرس. تعرف روجيرو على المركبة (Left Hand)، نفس المركبة التي وفرها براسكو عدة أشهر قبل الحفل.ولحسن حظ براسكو، قام بإقناع روجيرو بأنه لا يعلم بأن مالك المركبة كان مرتبطا ً ب FBI.
قابل روجيرو زعيم المافيا في ميلواكي (ويسكونسن) ، فرانك باليستييري خلال العمليات الإجرامية الأولى.واعترف روجيرو إلى بيستون (براسكو) بأنه شعر بالتهديد خلال وجود باليستييري. قام روجيرو في عام 1979م بتحويل ناديه الاجتماعي، إلى متجر للحلويات واعطاه إلى واحدة من بناته لإدارته.وفي نفس الوقت بدأ روجيرو وبراسكو بعمليات المراهنات خارج المتجر.ومع ذلك سرعان ما أنسحب روجيرو مبكرا ً من الشراكة لآنه كان غير قادراً على توفير الاستثمار المطلوب المبدئي بقيمة 25000 $.

### قتل ثلاثة زعماء من المافيا
قتل زعيم عائلة بونانو  كارمين غالانتي وذلك في عام 1979 م، ما خلق حالة من الفراغ في العائلة.تولى فيليب رستللي زمام الأمورالمنظمة من السجن، وذلك بعد مقتل غاالانتي. قاد ألفونسو "سوني رد" أندليكاتو ‏ تمردا ً ضد قيادة رستللي، انضم روجيرو في هذا الوقت إلى دومنيك "سوني بلاك"نابوليتانو الداعم قوي لفيليب راستللي. وقام باستدرج الزعماء الثلاثة إلى اجتماع وقتلهم جميعا ً (مشهد جريمة القتل في القبو في فيلم دوني براسكو). 
تم سحق التمرد ضد راستللي بُعيد مقتل الزعماء الثلاثة. ووفقا ً ل (بيستون)، وكان القتلة هم: نابليتينو، جون سيراني، جوي ماسانو، سال فيتالي، جوزيف دي سيميوني، غيرلندو ساشيشا، نيكولاس سانتورا، فيتو ريزتو، لويس جينانغيتي، سانتو جيارودانو، روجيرو وسيراني.أرسل كل من روجيرو وسيراني بمهام المراقبة وتنظيف المجزرة والتخلص من الجثث جنبا ً إلى جنب نابليتينو، جيمس إبيسكوبيا، وروبرت كابزيو.

### الشهرة
استمتع روجيرو بحياته كعضو في المافيا.شارحا ً لدوني براسكو، «دوني، كعضو في المافيا، تستطيع أن تكذب، وتستطيع أن تغش، وأن تسرق، وتستطيع أن تقتل الناس - بصورة مشروعة.تستطيع عمل أي شئ ٍ لعين ولا يستطيع أي شخص أن يقول لك أي شئ ٍ عنها. من هو الذي لا يريد ان يكون عضوا ً في المافيا؟؟».كان روجيرو مثال على العضو في المافيا ولديه احترام من الأعضاء الأخرين.اكتسب سمعته كقاتل ولكن لم يكن عرضة للعنف بشكل يومي.ولم يقضي روجيرو في السجن أبدا ً: وألُقي القبض عليه عدة مرات، ولكن لم يودع في السجن.أكتسب روجيرو اسم الشهرة «ليفتي» بسبب رميه النرد بيديه اليسرى بينما يلعب القمار.وحصل على اسم الشهرة "Two Guns " عندما يقوم بعملية القتل، يحب أن يستخدم مسدسان.
أدمن روجيرو في السبيعينات من القرن الماضي القمار وكان يراهن ويخسر كثيرا ً في سباقات الخيل.اقترض لاحقا ً من نيكولاس مارنجيللو ‏ لتغطية خسارة المراهنات.ترتب على روجيرو دفع المستحق لمارنجيللو 160,000$.أخبرت عائلة بونانو في عام 1977م، روجيرو بأنه يتعين عليه دفع إلى مارنجيللو قبل أن يصبح واحدا ً منا. وقام روجيرو بالدفع معظم ديونه إلى مارنجيللو، وقامت العائلة بقبول عضويته. ومع ذلك في عام 1978م، عاد روجيرو إلى الاستدانة مجددا ً من مارنجيللو. رتبت العائلة جزءا ً من عائدات ليفتي من العمليات الإجرامية لتسوية الديون في هذا الوقت.ونقلها مباشرة إلى مارنجيللو بسبب مشاكل إدمان ليفتي (روجيرو) للقمار. كان روجيرو يحاول إخفاء أصوله القليلة من الدائنين مارنجيللو وسابيلا.

### آثار ما بعد عملية بيستون ووفاة روجيرو
قرر مكتب التحقيقات الأمريكية FBI إنهاء عملية بيستون وذلك في عام 1981م. زار عملاء ال مكتب التحقيقات الأمريكية FBI، روجيرو ونابوليتانو في النادي الاجتماعي، وإبلاغهم بهوية براسكو الحقيقية.بعد أن علمت قيادة بونانو الحقيقة. قامت فورا ً بملاحقة الرجال الذين جلبوا براسكو إلى وسط العائلة.قتل كل من ميرا ونابوليتانو ووضع عقد على رأس روجيرو. أوقفت مكتب التحقيقات الأمريكية FBI روجيرو حيث كان ذاهبا ً للاجتماع في نادي مارنجيللو الاجتماعي، ووضع روجيرو تحت الحجز الوقائي.قفز عميل ال FBI لويز فيرنازو من السيارة حاملا ً البندقية وقال «، قف، FBI !» وقام باعتقال روجيرو بتهمة الابتزاز وحمل البندقية.كان لدى FBI إيمان بان روجيرو قد يقتل في ذلك الاجتماع.
بُعيد وضع FBI روجيرو تحت الحجز الوقائي حاولوا عدة مرات أقناعه بانضمام إلى برنامج حماية الشهود.ومع ذلك رفض روجيرو أن يتعاون مع FBI ولم يحاول حتى أن ينقذ نفسه من السجن. بدورها ألغت المافيا المطالبة بقتل روجيرو واعطته «اجتياز». اتهم روجيرو في عام 1982م بالقيام باعمال عنف وفق قانون الابتزاز والمنظمات الفاسدة "RICO " في كلا من نيويورك وفلوريدا. شملت اتهامات محددة، المؤامرة لقتل ثلاثة زعماء مافيا في نيويورك، وتوزيع الميثاكوالون في نيويورك، والقيام بالأبتزاز، والتخطيط بسرقة بنك، وتسيير عمليات القمارغير شرعية في فلوريدا.
أدُين روجيرو في نيويورك وفلوريدا وحكم عليه بالسجن 20 عاما ً.رفض روجيرو الاعتقاد بأن دوني براسكو كان عميلا ً خاصا ً لمكتب التحقيقات الأمريكية FBI وليس شريكه.واخبر روجيرو لمحاميه «أنه ليس ضدنا أبدا ً» وبعيد جلسة استماع ل «بيستون» ضده. قال روجيرو لاحقا ً «سوف اقتل اللعين دوني لو هذا أخر شئ أفعله في حياتي». أصيب روجيرو في عام 1992م بسرطان الرئة وسرطان الخصية، وأطلق سراحه من السجن بعد بقائه في السجن 11 عاما ً.توفي روجيرو بسرطان الرئة في نوفمبر من عام 1994م وكان عمره يناهز 68 عاما ً.

## الثقافة الشعبية
جسد الممثل آل باتشينو شخصية روجيرو عام 1997 في فيلم دوني براسكو.ففي الفيلم فهم ضمنيا ً بان ليفتي قٌتل بواسطة عضو زميل من افراد بونانو بسبب سماحه بتسلل بيستون إلى الأسرة.بيد أن دومنيك «سوني بلاك» نابوليتانو انثوني ميرا قتلا بسبب عملية براسكو. ففي الواقع، قامت FBI بسحب روجيرو قبل ان تقتله العصابة. .

## للمزيد من القراءة
- Pistone, Joseph D.; & Woodley, Richard (1999) Donnie Brasco: My Undercover Life in the Mafia, p. 402, Hodder & Stoughton. ISBN 0-340-66637-4.
- Pistone, Joseph D.; & Brandt, Charles (2007). Donnie Brasco: Unfinished Business, Running Press. ISBN 0-7624-2707-8.
- Crittle, Simon. The Last Godfather: The Rise and Fall of Joey Massino Berkley, (March 7, 2006) ISBN 0-425-20939-3
- DeStefano, Anthony. The Last Godfather: Joey Massino & the Fall of the Bonanno Crime Family. California: Citadel, 2006.
- Raab, Selwyn. The Five Families: The Rise, Decline & Resurgence of America's Most Powerful Mafia Empire. New York: St. Martins Press, 2005.

## روابط خارجية
- UNITED STATES OF AMERICA v. BENJAMIN RUGGIERO
- Justia.com UNITED STATES OF AMERICA v. BENJAMIN RUGGIERO
- Time Magazine: "Strife And Death in the Family" by DAVID BRAND